# 8e gala des prix Félix
Les Lauréats des prix Félix en 1986 récompensant les artistes québécois œuvrant dans l'industrie de la chanson, ont reçu leurs récompenses à l'occasion du huitième Gala de l'ADISQ, animé par le groupe Ding et Dong et qui eut lieu le 26 octobre 1986.

## Interprète masculin de l'année
- Claude Dubois

Autres nommés : Robert Charlebois, Serge Fiori, Daniel Lavoie, Sylvain Lelièvre, Michel Lemieux, Offenbach, Paul Piché, Michel Rivard, Richard Séguin et René Simard.

## Interprète féminine de l'année
- Martine St-Clair

Autres nommées : Véronique Béliveau, Jano Bergeron, Joe Bocan, Édith Butler, Marjo, Nicole Martin, Ginette Reno, Diane Tell.

## Révélation de l'année
- Nuance

Autres nommés : Flash Cube, Marie-Denise Pelletier, Michel Robert, Robert Stéfan.

## Groupe de l'année
- Madame

Autres nommés: la famille Staunton, Top Sonart, le Show.

## Auteur-compositeur de l'année
- Richard Séguin

Autres nommés : Joe Bocan, Claude Dubois, Martine St-Clair, Fabienne Thibeault.

## Artiste s'étant le plus illustré hors Québec
- Édith Butler

Autres nommés : Daniel Lavoie, Michel Lemieux, Diane Tell, Uzeb.

## Artiste anglophone de l'année
- Luba

Autres nommés : Corey Hart, Michel Lemieux, Tchukon, The Box.

## Artiste de la francophonie s'étant le plus illustré au Québec
- Francis Cabrel

## Chanson de l'année
- Ce soir, l'amour est dans tes yeux de Martine St-Clair

Autres nommées : Un chanteur chante de Claude Dubois, Il est en nous l'amour de Nicole Martin, Seulement qu'une aventure d'Offenbach, Question de feeling de Fabienne Thibeault et Richard Cocciante.

## Album le plus vendu
- Le party d'Édith d'Édith Butler

## 45-tours le plus vendu
- Ce soir, l'amour est dans tes yeux de Martine St-Clair

## Album pop de l'année
- Ce soir, l'amour est dans tes yeux de Martine St-Clair

Autres nommés : Le party d'Édith d'Édith Butler, Ginette Reno de Ginette Reno, Et tu danses avec lui de René Simard, Faire à nouveau connaissance de Diane Tell.

## Album rock de l'année
- Double vie de Richard Séguin

Autres nommés : Lignes de cœur de Sylvain Lelièvre, Comme un teenager de Gaston Mandeville, Intégral de Paul Piché, Dernier show d'Offenbach.

## Album country de l'année
- Un jour à la fois d'André Breton

Autres nommés : Au jardin de mes rêves de Richard Langelier, De retour de Bobby Hachey, L'écho de ma guitare de Régis Gagné, T'envoler de Paul Daraîche.

## Album jazz de l'année
- Between the Line d'Uzeb

## Album pop-rock en anglais de l'année
- Between the Earth and the Sky de Luba

Autres nommés : Walking Trough the Fire de April Wine, Michel Lemieux de Michel Lemieux, Épopée rock de Stardust, Metalized de Sword.

## Album enfants de l'année
- Vol. 6 de Pruneau et de Cannelle de Passe-partout

Autres nommés : Le Village de Nathalie vol. 1 de Nathalie Simard, Hello Moineau de Groupe Hello Moineau, Il était une fois Noël de Père Noël et ses Lutins, Opération Beurre de pinottes de Céline Dion.

## Album instrumental de l'année
- Un voyage en couleur de Jean Robitaille.

## Album humour de l'année
- Juste pour rire (Artistes variés)

Autres nommés: Le clap clap de Toto et Toutoune de Toto et Toutoune, Guerres et sexes de Jean Salvaille.

## Spectacle pop de l'année
- Paradoxale de Joe Bocan

Autres nommés : Ce soir, l'amour est dans tes yeux de Martine St-Clair, René et Nathalie en spectacle de René et Nathalie Simard, Robert Paquette de Robert Paquette, Un chanteur chante de Claude Dubois.

## Spectacle rock de l'année
- Le dernier show d'Offenbach

Autres nommés: Les mots dansent de Pierre Flynn, Lucien Francoeur de Lucien Francoeur, Richard Séguin de Richard Séguin, Taxi de Michel Robert.

## Spectacle humour de l'année
- André-Philippe Gagnon de André-Philippe Gagnon

Autres nommés: Job de fou de Pierre Labelle, La dernière d'une étoile de Clémence DesRochers, Rock et Belles Oreilles de Rock et Belles Oreilles.

## Vidéoclip de l'année
- Le feu sauvage de l'amour de Rock et Belles Oreilles

Autres nommés : L'affaire Dumoutier de The Box,The Dream of you de The Box, Un chanteur chante de Claude Dubois, Attention fragile de Marie-Michèle Desrosiers, La pure vérité de Environnement-Canada (Artistes variés), Romantic complications de Michel Lemieux, Hello de Madame, De l'enfance à la violence de Louise Portal, J'te cherche partout de Richard Séguin.

## Hommage
- André Perry